# Santa Tecla (El Salvador)
Santa Tecla és una ciutat del Salvador, capital del Departament de La Libertad, anomenada Nueva San Salvador des de la seva fundació el 1854 fins al 2003.

## Dades
Amb 131.286 habitants el 2007, el municipi de Santa Tecla ocupa una extensió de 112,2 km2, 9 dels quals són àrea urbana, on viu el 89,3% de la població. Forma part de l'Àrea Metropolitana de San Salvador (AMSS) o Gran San Salvador. Encara que pertany al Departament de la Libertad, només dista 10 km de San Salvador, la capital. Administrativament, el municipi s'organitza en 12 cantons, 51 caserius i 82 colònies.

## Història
La fundació de la ciutat es va produir el 1854, arran d'un terratrèmol devastador que va destruir San Salvador. El govern es va plantejar la necessitat de traslladar la capital a un lloc més segur on els efectes de futurs sismes no fossin tan catastròfics. Hom es va decidir per uns terrenys força plans i de bones possibilitats, només una desena de quilòmetres a l'oest de l'antiga ciutat, a les terres de la hisenda Santa Tecla. El nom que es va proposar per la nova capital fou Nueva San Salvador.
El febrer de 1855 fou nomenada oficialment capital de l'estat. El nomenament va durar fins a gener de 1859 quan un canvi de govern va decidir retornar la capitalitat a l'antiga San Salvador. De tota manera, va mantenir el seu nom original fins al 2003 quan va recuperar el de la primitiva hisenda que va ocupar.

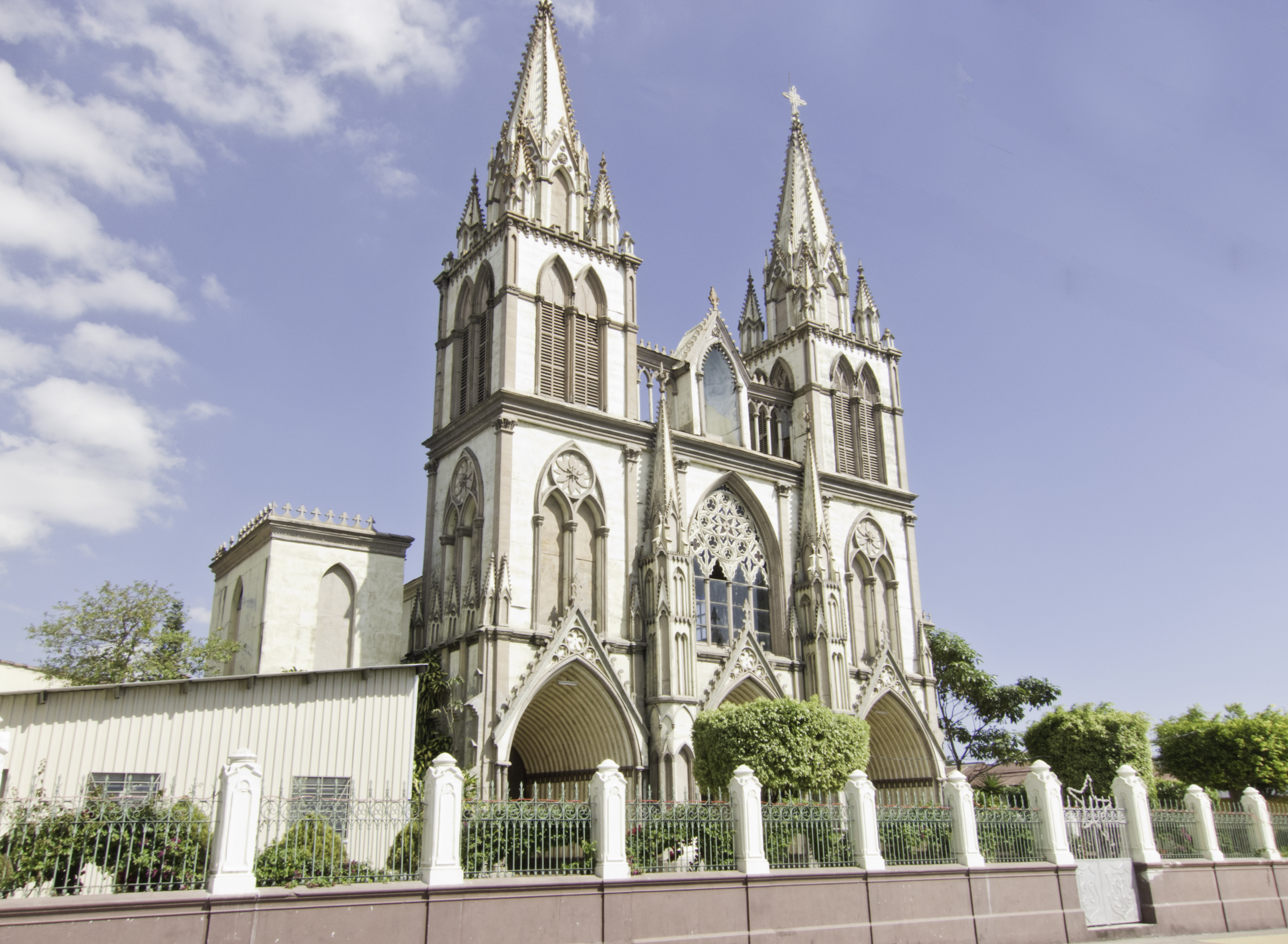
Catedral de la Mare de Déu del Carme a Santa Tecla, enrunada pels terratrèmols del 2001.

## Terratrèmols del 2001
Al llarg de la seva història, Santa Tecla no s'ha lliurat de l'acció dels diversos terratrèmols que s'han esdevingut al país i, en concret, els del gener de 2001 quan un turó es va desfer i va enterrar el barri sencer de Las Colinas, hi va haver centenars de morts i els edificis del centre històric van quedar molt malmesos.

## Viles agermanades
- Senica, Eslovàquia